# Zodiak (morderca)
Zodiak (ang. Zodiac) – pseudonim, który nadał sobie seryjny morderca dokonujący zbrodni pod koniec lat 60. i na początku lat 70. XX wieku w San Francisco i jego okolicach.
Pseudonim najprawdopodobniej pochodzi od nazwy szwajcarskiej firmy zegarmistrzowskiej „Zodiac”; morderca posługiwał się symbolem przypominającym logo tej firmy. Zodiak przyznawał się do zamordowania 37 osób, ale udowodnić można mu pięć ofiar śmiertelnych i dwie osoby ciężko ranne, zaatakowane w okresie od 20 grudnia 1968 do 11 października 1969 roku. Morderca zasłynął z przesyłanych do prasy listów, a także dołączonych do nich zaszyfrowanych wiadomości. Z jego czterech kryptogramów wysłanych do prasy udało się rozszyfrować dwa.
Morderca nigdy nie został złapany. Choć zarówno policja, jak i osoby badające popełnione przez niego morderstwa, wytypowały kilku podejrzanych, to nikomu nie postawiono zarzutów. Śledztwo dotyczące jego morderstw toczy się do dziś nie tylko w San Francisco, ale także w mieście Vallejo oraz w hrabstwach Napa i Solano.
Na podstawie postaci Zodiaka powstał w 2007 roku film Zodiac w reżyserii Davida Finchera. Scenariusz powstał na podstawie dwóch książek autorstwa Roberta Graysmitha zatytułowanych Zodiac oraz Zodiac Unmasked: The Identity of America’s Most Elusive Serial Killer. Graysmith, który w latach 60. był rysownikiem w „San Francisco Chronicle”, został jednym z najważniejszych badaczy-amatorów, starających się pomóc policji w znalezieniu mordercy.

## Wykaz ofiar śmiertelnych
| L.p. | Nazwisko         | Wiek | Data morderstwa      |
| ---- | ---------------- | ---- | -------------------- |
| 1.   | David Faraday    | 17   | 20 grudnia 1968      |
| 2.   | Betty Lou Jensen | 16   | 20 grudnia 1968      |
| 3.   | Darlene Ferrin   | 22   | 4 lipca 1969         |
| 4.   | Cecelia Shepard  | 22   | 27 września 1969     |
| 5.   | Paul Stine       | 29   | 11 października 1969 |

## Pierwsza zbrodnia

Znak, którym Zodiak podpisywał swoje listy

20 grudnia 1968 roku dwójka licealistów z miasta Benicia – siedemnastoletni David Faraday i szesnastoletnia Betty Lou Jensen – poszła w tajemnicy na pierwszą randkę. Rodzicom powiedzieli, że idą na koncert bożonarodzeniowy w Hogan High, kilka przecznic od domu Betty. Zamiast jednak udać się na koncert, po wizycie u znajomego i krótkim pobycie w restauracji, Faraday i Jensen zaparkowali na Lake Herman Road, odludnej uliczce, będącej częstym miejscem samochodowych randek.
Krótko po jedenastej obok samochodu licealistów zatrzymał się drugi samochód, być może był to widziany w tym rejonie wcześniej tego samego dnia Chevrolet Impala jasnego koloru. Morderca wysiadł z samochodu i ostrzelał pojazd licealistów, przestrzeliwując kolejno prawe tylne okno, lewą tylną oponę, by w końcu z małej odległości przestrzelić głowę Faradayowi, próbującemu wysiąść zza kierownicy. W tym czasie Betty Jensen zdążyła opuścić samochód i odbiec na około trzy metry, po czym została pięciokrotnie postrzelona w plecy. Morderca posłużył się bronią kalibru .22, najprawdopodobniej pistoletem.
Mimo wszelkich wysiłków policji morderca pary nastolatków pozostał nieuchwytny.

## Morderstwo w Blue Rock Springs Park
Sześć miesięcy później „Zodiak” zaatakował ponownie, również w granicach miasta Benicia. 4 lipca 1969 roku, późnym wieczorem, dwudziestodwuletnia Darlene Ferrin zabrała swym samochodem dziewiętnastoletniego Michaela Renault Mageau spod jego domu. Około dwunastej w nocy Darlene zaparkowała na odludnej Blue Rock Springs Road, ponieważ, jak wyjaśnił później Mike Mageau, chciała z nim porozmawiać. Ferrin wyłączyła silnik i zgasiła światła, pozwalając radiu grać. Po kilku minutach pojawił się drugi samochód, brązowy Ford Mustang lub Chevrolet Corvair, zatrzymując się nieopodal.
Tajemniczy kierowca zgasił światła i zaczął przyglądać się parze. Michael zapytał Darlene, czy zna tego człowieka, na co odpowiedziała „Och, nieważne”. Mageau zeznał później, że nie zrozumiał odpowiedzi Ferrin, ale nim zdążył poprosić Darlene o wyjaśnienia, brązowy samochód wycofał się i odjechał szybko w kierunku Vallejo. Pojawił się ponownie pięć minut później, zatrzymując się za samochodem Ferrin. Kierowca, pozostawiając tym razem światła włączone, wysiadł, trzymając w dłoni silną latarkę. Świecąc Darlene i Michaelowi w oczy, podszedł do okna od strony pasażera. Do tej chwili Mageau był przekonany, iż mają do czynienia z policjantem, który sięga po swoją odznakę, ale mężczyzna wyjął pistolet kalibru 9 mm i strzelił pięciokrotnie.
Pierwsze kule trafiły Mageau w twarz i pierś, część z nich, przechodząc przez ciało Mike’a na wylot, raniła Darlene. Mageau rzucił się na tylne siedzenie, otrzymując przy tym kolejną kulę w lewe kolano. Zabójca zaczął strzelać do Ferrin, trafiając ją kolejno w oba ramiona i, gdy się odwróciła, w plecy.
Potem odwrócił się i ruszył w kierunku swojego samochodu, jednak gdy ranny Michael Mageau zaczął jęczeć, wrócił, by oddać po jednym strzale do każdej z ofiar.
Michael Mageau przeżył i podał rysopis sprawcy. Morderca, biały mężczyzna, miał około 170 cm wzrostu i był bardzo masywnej budowy, jednak nie był otyły, miał szeroką twarz. Mageau zdołał włączyć światła awaryjne, po czym otworzył drzwi samochodu, wypadając na zewnątrz. Stąd obserwował, jak morderca odjechał z dużą prędkością. Mimo iż pasażerowie przejeżdżającego samochodu wezwali pomoc, Darlene Ferrin zmarła w karetce wiozącej ją do szpitala.
O godzinie 00:40 w nocy nieznany mężczyzna zadzwonił z budki telefonicznej na posterunek policji w Vallejo. Beznamiętnym głosem oznajmił, że postrzelił dwoje „dzieciaków” z Lugera, kaliber 9 mm, przyznał się również do zbrodni na Davidzie Faradayu i Betty Jensen.
Morderca oddał co najmniej dziewięć strzałów, nie przeładowując broni, tymczasem magazynek Lugera kaliber 9 mm mieści osiem nabojów. Dlatego też policja z Vallejo była przekonana, że bronią użytą przez Zodiaka był w istocie policyjny Browning High-Power, o magazynku mogącym pomieścić trzynaście nabojów.

## Zaszyfrowane wiadomości
„I like killing people because it is so much fun it is more fun than killing wild game in the forrest because man is the most dangeroue anamal of all to kill something gives me the most thrilling experence it is even better than getting your rocks off with a girl the best part of it is thae when I die I will be reborn in paradice and the I have killed will become my slaves I will not give you my name because you will try to sloi down or atop my collectiog of slaves for my afterlife ebeorietemethhpiti”

31 lipca 1969 roku trzy gazety: „Examiner” i „The Chronicle” z San Francisco oraz „Times-Herald” z Vallejo, odebrały listy niemalże identycznej treści, których autor przyznawał się do zamordowania Davida Faradaya, Betty Jensen i Darlene Ferrin oraz postrzelenia Mike’a Mageau. Każdy z listów, oprócz szczegółowych opisów zbrodni, zawierał jedną trzecią zaszyfrowanej wiadomości, która miała się ukazać na pierwszej stronie każdej z gazet. Gdyby tak się nie stało, autor listów groził popełnieniem kolejnych mordów. Każdy z listów był podpisany tym samym symbolem przekreślonego okręgu. W liście do „Chronicle” morderca napisał, iż szyfr zawiera jego tożsamość. Wszystkie trzy części szyfrogramu zostały odczytane przez nauczyciela z liceum w North Salinas i jego żonę. Wiadomość ukryta pod skomplikowanym szyfrem, wbrew zapowiedziom mordercy, nie zawierała żadnych danych dotyczących jego tożsamości, a jedynie wynurzenia mordercy, opowiadającego dlaczego lubi zabijać.
4 sierpnia redakcja „Examinera” odebrała kolejny list od mordercy, zaczynający się od słów, które miały stać się sławne i zyskać rangę swoistego znaku rozpoznawczego „Zodiaka”: „This is the Zodiac speaking” (tłum.: tu mówi Zodiak). Był to jednocześnie pierwszy list, w którym morderca użył tego pseudonimu.
10 sierpnia, dzień po podaniu do wiadomości publicznej rozwiązania szyfru, na ręce policji w Vallejo przysłano anonimowy list, zawierający klucz do szyfrogramu.

## Zbrodnia nad jeziorem Berryessa
27 września 1969 roku para studentów college’u, Cecelia Ann Shepard i Bryan Calvin Hartnell, urządziła sobie piknik na Twin Oak Ridge, półwyspie na zachodnim brzegu jeziora Berryessa. Zmierzchało, gdy spośród drzew wyłonił się nieznajomy mężczyzna około trzydziestki. Miał około 170–180 cm wzrostu, był masywnie zbudowany, choć nie gruby, ubrany w ciemne, znoszone ubranie. Miał ciemne włosy i nosił okulary. Zanim zbliżył się do nich, ukrył się za jednym z drzew i wdział dziwny, osłaniający całą twarz, czworograniasty kaptur, wykonany z czarnego materiału, którego płat opadał mężczyźnie na pierś, sięgając niemal do pasa. Widniał na nim wyhaftowany znak przekreślonego okręgu. Przy pasie mężczyzna miał długi nóż w skórzanej pochwie i pustą skórzaną kaburę. Pistolet, który z niej wyjął, znajdował się w jego prawej ręce.
Napastnik monotonnym, spokojnym głosem zażądał od studentów kluczyków do samochodu i pieniędzy. Hartnell wręczył mu kluczyki do swojego volkswagena i wszystkie posiadane monety. Mężczyzna włożył pieniądze do kieszeni, kluczyki rzucił na koc, na którym siedziała para studentów, pistolet zaś schował do kabury. Hartnell, próbując ułagodzić napastnika i uniknąć rozlewu krwi, zaoferował pomoc, którą morderca odrzucił, twierdząc, iż czas się kończy (Time is running short). Potem powiedział, że jest uciekinierem z więzienia Deer Lodge w Montanie, że zabił strażnika, przemieszcza się skradzionym autem i potrzebuje pieniędzy i nowego samochodu, żeby dostać się do Meksyku. Bryan Hartnell, chcąc uspokoić napastnika, zaczął z nim rozmawiać. Po wymianie zdań dotyczącej auta, którym jechał morderca, człowiek w kapturze odwiązał od pasa zwój liny i kazał Cecelii związać Bryana. Hartnell zaprotestował, napastnik zaczął krzyczeć. Cecelia rzuciła w niego swoim portfelem, na co nie zwrócił uwagi. Gdy Shepard związała w końcu Bryana, morderca skrępował ją samą i mocniej zacisnął więzy Hartnella.
Wtedy to Bryan Hartnell zauważył, że ręce mordercy zaczęły drżeć, a sam napastnik stał się nerwowy. „Będę musiał was zadźgać, ludzie” (I’m going to have to stab you, people), oznajmił. Hartnell poprosił, aby jego zabił pierwszego, nie mógłby bowiem znieść widoku krzywdzonej Cecelii. „Tak właśnie zrobię” (I’ll do just that) – odparł zimno morderca. Wyjął z pochwy przy pasie długi na niemal trzydzieści centymetrów nóż o podwójnym ostrzu, być może bagnet, i zadał nim sześć ciosów Bryanowi Hartnellowi i dziesięć ciosów Cecelii Shepard. Potem podszedł do samochodu Hartnella i wypisał na drzwiach swoje logo oraz daty poprzednich ataków. Również po dokonaniu tej zbrodni morderca zadzwonił na policję, by spokojnym głosem przyznać się do dokonanego czynu. Telefon wykonano z budki telefonicznej znajdującej się przy myjni samochodowej Napa Car Wash na Main Street. Reporter lokalnej stacji radiowej Pat Stanley pierwszy dotarł na miejsce, by znaleźć słuchawkę wciąż wiszącą na kablu. Policji udało się zabezpieczyć odcisk palca, który – jak się później okazało – nie pasował do żadnego z podejrzanych.
Po ucieczce napastnika poszkodowanym udało się oswobodzić. Ich wołanie o pomoc usłyszało dwóch rybaków przebywających w okolicy, nie byli oni jednak skorzy do pomocy, ponieważ podejrzewali, że para studentów chce zwabić ich na brzeg i okraść. Hartnell myśląc, że nikogo nie ma w pobliżu, próbował ostatkiem sił doczołgać się do drogi, nie był jednak w stanie tego zrobić. Kiedy wołania o pomoc nasiliły się, rybak spojrzał na poszkodowanych przez lornetkę. Spostrzegł, że są oni ranni. Czym prędzej udał się do strażników, by powiadomić ich o zaistniałej sytuacji, ci zawiadomili policję. Gdy ta dotarła na miejsce, Shepard była przytomna. Mimo poważnych obrażeń, bólu i szoku była w stanie ze szczegółami opowiedzieć cały przebieg napadu. Podczas transportu do szpitala zapadła w śpiączkę, z której nigdy się już nie obudziła. Zmarła dwa dni później. Bryan Hartnell przeżył spotkanie z mordercą.

## Śmierć Paula Stine’a
11 października 1969 roku Paul Stine, taksówkarz z San Francisco, zabrał pasażera z rogu Mason Street i Geary Street. Jako cel podróży nieznajomy podał róg ulic Washington i Cherry. Jednak zanim tam dojechali, o jedną przecznicę przed wymienionym wcześniej skrzyżowaniem, pasażer kazał się zatrzymać, po czym wypalił Stine’owi z bliska w prawą skroń. Świadkowie opisali, jak po dokonaniu morderstwa zabójca zabrał kluczyki i portfel taksówkarza, po czym wyciął z jego zakrwawionej koszuli prostokątny płat materiału, który również dołączył do swych trofeów. Potem spokojnie odszedł Cherry Street, kierując się na północ. Świadkowie, trójka nastolatków, obserwujących poczynania mordercy z mieszkania po przeciwnej stronie ulicy, powiadomili policję. Dyspozytor przyjął zgłoszenie, jednakże informując przez radio policjantów w terenie podał błędnie, że poszukiwany mężczyzna jest czarny. Dlatego też gdy dwóch policjantów, którzy patrolowali w radiowozie okolicę miejsca zbrodni, zobaczyło białego mężczyznę masywnej budowy, pasującego do rysopisu podanego przez poprzednie ofiary Zodiaka, nie zrobiło nic, by go zatrzymać.
Dwa dni później redakcja „Chronicle” odebrała list zaczynający się od słów This is the Zodiac speaking, podpisany znanym już symbolem, którego autor przyznawał się do zabicia Stine’a i groził, że zaatakuje któryś ze szkolnych autobusów w San Francisco i pozabija wszystkie jadące nim dzieci. Do listu dołączono fragment zakrwawionej koszuli należącej do zamordowanego taksówkarza.
Paul Stine był ostatnią znaną ofiarą Zodiaka.

## Kolejne listy
„I hope you are having lots of fun in trying to catch me 
that wasnt me on the TV show 
which brings up a point about me 
I am not afraid of the gas chamber 
because it will send me to paradice all the sooner 
because I now have enough slaves to work for me 
where everyone else has nothing when they reach paradice 
so they are afraid of death 
I am not afraid because I know that my new life is 
life will be an easy one in paradice death”

W listopadzie 1969 Zodiak przysłał do redakcji „The Chronicle” kolejny kryptogram, tym razem zawierający 340 znaków. 12 listopada 1969 gazeta opublikowała kryptogram oraz informacje, które Zodiak przysłał do redakcji: w listach przyznał się do łącznie siedmiu morderstw, a także załączył fragment koszuli jednej ze swoich ofiar – Paula Stine’a – jako dowód, że jest tym, za kogo się podaje.
Kryptogram, oznaczony później jako „Z-340”, pozostawał nierozwiązany przez 51 lat. 5 grudnia 2020 ogłoszono jego rozwiązanie; dokonała tego międzynarodowa grupa cywili, składająca się z amerykańskiego inżyniera oprogramowania Davida Oranchaka, australijskiego matematyka Sama Blake’a oraz belgijskiego programisty Jarla Van Eycke. Grupa złożyła raport ze swojego znaleziska do Federalnego Biura Śledczego, które zweryfikowało ich odkrycie. FBI oświadczyło, że odszyfrowana wiadomość nie zawiera żadnych wskazówek, które mogłyby pomóc w identyfikacji sprawcy.
W grudniu 1969 roku Zodiak przysłał kartkę świąteczną Melvinowi Belli; list zawierał także kolejny fragment koszuli Stine’a, oraz krótki list, w którym prosił Belli o wsparcie, jako że „nie chce dziewiątej ani dziesiątej ofiary, ale być może wkrótce nie będzie się umiał powstrzymać”.

## Zdjęcia wiadomości Zodiaka

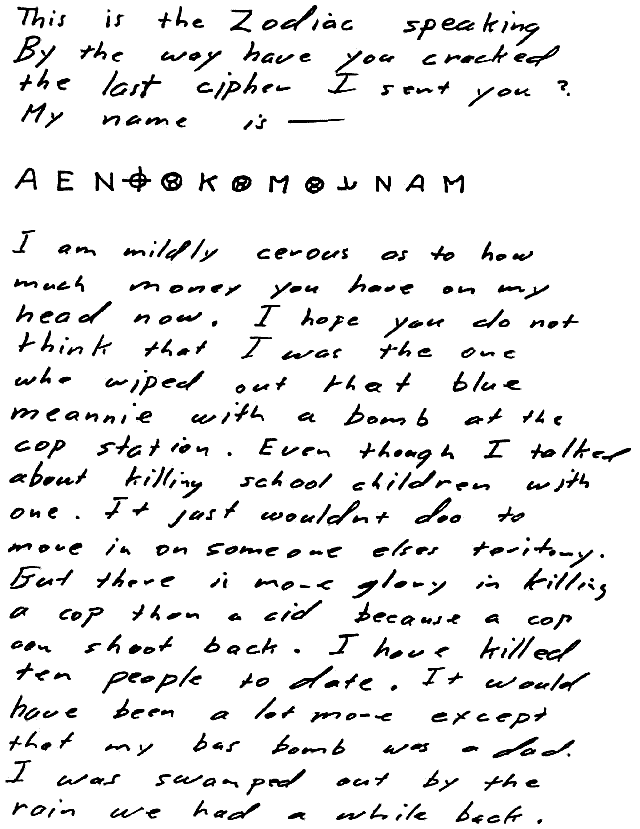
List Zodiaka wysłany do „San Francisco Chronicle” 31 lipca 1969 roku
- Rozwiązanie kryptogramu z numerem Z-408 autorstwa Donalda i Bettye Harden
- List Zodiaka wysłany do gazety „Vallejo Times-Herald” 31 lipca 1969 roku
- List Zodiaka wysłany do gazety „San Francisco Chronicle” 7 sierpnia 1969 roku
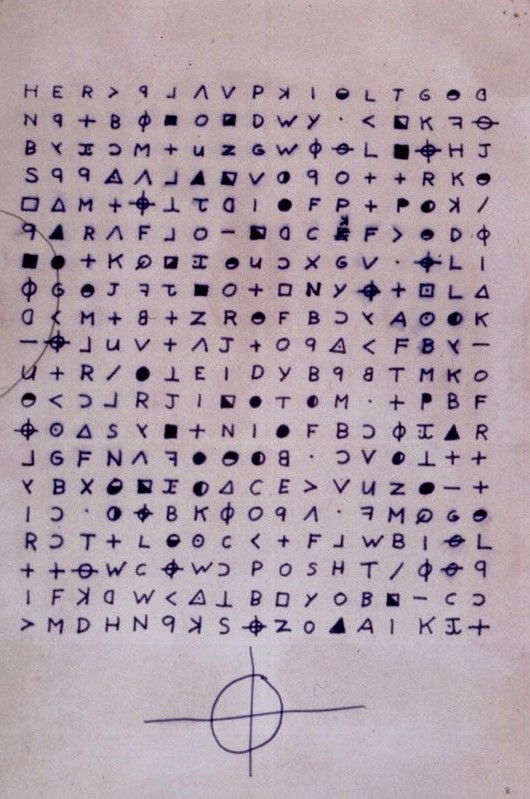
List Zodiaka wysłany do gazety „San Francisco Chronicle” 8 listopada 1969 roku, zawierający kryptogram Z-340, który został rozwiązany 5 grudnia 2020
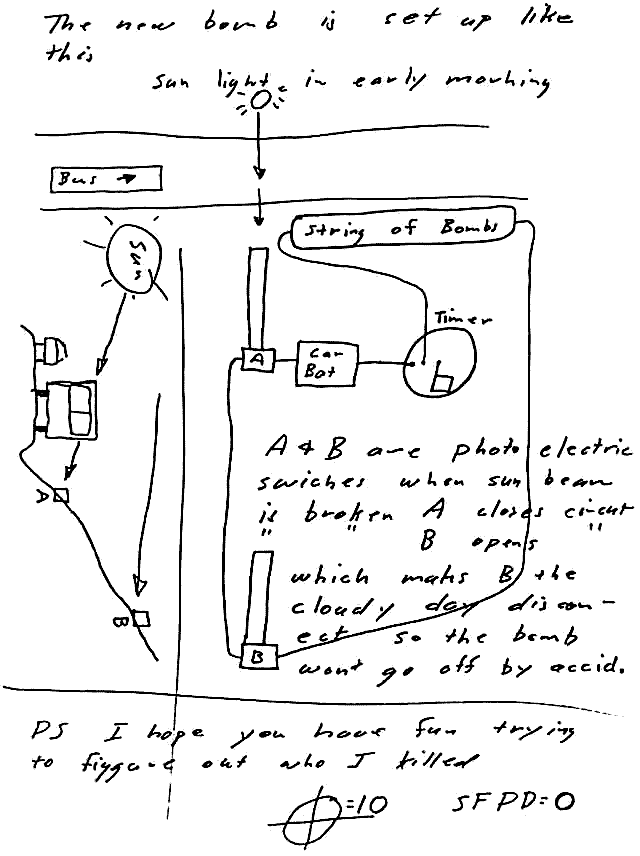
Schemat bomby wysłany do redakcji „San Francisco Chronicle” 20 sierpnia 1970 roku